# Мураково
Мураково — деревня в Гороховецком районе Владимирской области России, входит в состав Денисовского сельского поселения.

## География
Деревня расположена на берегу Гашкинского пруда (озеро Сингер) в 20 км на восток от центра поселения посёлка Пролетарский и в 22 км на юго-запад от Гороховца.

## История
По переписным книгам 1678 года деревня упоминается в составе Быстрицкого прихода.
В XIX — первой четверти XX века деревня входила в состав Кожинской волости Гороховецкого уезда, с 1926 года — в составе Гороховецкой волости Вязниковского уезда. В 1859 году в деревне числилось 13 дворов, в 1905 году — 16 дворов, в 1926 году — 27 дворов.
С 1929 года деревня входила в состав Гашкинского сельсовета Гороховецкого района, с 1940 года — в составе Чулковского сельсовета, с 2005 года в составе Денисовского сельского поселения.

## Население
| 1859 | 1905 | 1926 | 2002 | 2010 | 2021 |
| ---- | ---- | ---- | ---- | ---- | ---- |
| 116  | ↘77  | ↗134 | ↘16  | ↘5   | ↗7   |